# The Gold It's in the…
„The Gold It’s in the…“ je čtvrtá skladba od anglické progresivně rockové skupiny Pink Floyd z alba Obscured by Clouds z roku 1972.

## Sestava
- David Gilmour – kytara, zpěv
- Roger Waters – baskytara
- Nick Mason – perkuse